# Charles Hoy Fort
Pour les articles homonymes, voir Fort.
Charles Hoy Fort, né à Albany, aux États-Unis le 9 août 1874  et mort à New York le 3 mai 1932, est un écrivain américain qui s'est consacré à la description de nombreux phénomènes inexpliqués et considérés par ceux qui y croient comme des phénomènes paranormaux. Son œuvre est à l'origine de l'International Fortean Organisation (en) (le néologisme « fortéen » a été forgé à partir du nom de Charles H. Fort en 1931, avec la fondation de la Fortean Society), qui, s'il est méconnu dans le monde francophone, est relativement important dans le monde anglo-saxon. Le magazine Fortean Times (en) est la publication la plus importante de ce mouvement. En France, sa pensée a donné naissance au courant du réalisme fantastique à partir de 1960.
Son œuvre recense des phénomènes non expliqués ou extraordinaires (pluies de grenouilles, apparitions de crocodiles sur les côtes anglaises, chute lente de météorites ultra-légères, vestiges archéologiques lilliputiens, observations d'engins volants non identifiés, etc.), et à proposer des hypothèses souvent farfelues, absurdes ou pour le moins originales en guise d'explication, en utilisant le sophisme du mille-feuille argumentatif.
C'est le premier chercheur qui étudie de manière méthodique les phénomènes paranormaux, les ovnis, etc. À la différence de ses successeurs, il y emploie un ton mordant, humoristique, provocant et, paradoxalement, sceptique. Pour lui, on ne peut rien prouver sur quoi que ce soit. Robert Benayoun a assez bien défini sa méthode : « la connaissance par l'absurde ».

« Peut-être suis-je le pionnier d'une littérature à venir dont les traîtres et les héros seront des raz-de-marée et des étoiles, des scarabées et des tremblements de terre. »

— C.H. Fort (traduction de Robert Benayoun, 1955.)

## Biographie

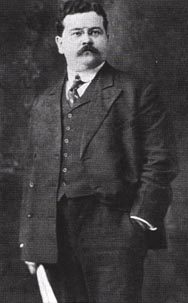
Charles Fort.

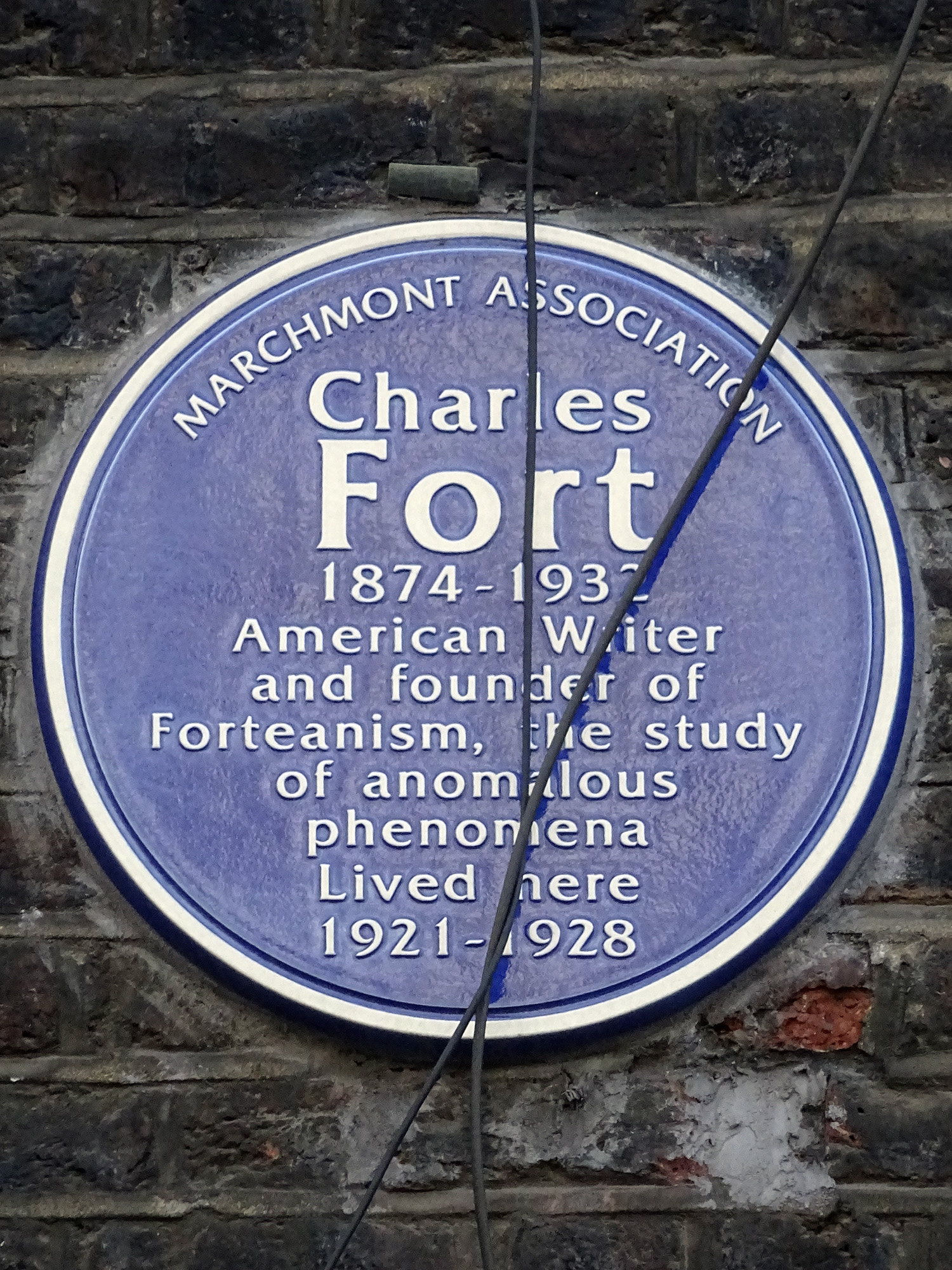

Travailleur infatigable, véritable rat de bibliothèque, il recense dans tous les journaux, périodiques et publications scientifiques ce qu'il appelle les données « damnées », c'est-à-dire les faits étranges écartés par la science officielle. Il se constitue ainsi une véritable encyclopédie de phénomènes extraordinaires qu'il entreprend de classer selon sa propre terminologie. Ami du grand écrivain américain Theodore Dreiser, c'est ce dernier qui lui permet de publier son premier livre, Le Livre des damnés, en 1919. Le livre provoque une controverse dès sa sortie. Certains critiques voient dans les théories avancées par Charles Fort une esquisse de sciences à venir, tandis que d'autres soulignent le caractère incohérent et échevelé de ses affirmations. Un critique présentera le livre comme « une monstruosité de la littérature ».
Les hypothèses de Charles Fort paraissent à la fois farfelues et pertinentes. Il s'amuse par exemple à faire ce qu'il appelle de la « super-géographie », imaginant une « supermer des Sargasses » d'où tomberaient, depuis l'espace, des poissons (explication proposée pour les pluies d'animaux). Il pense aussi que la Terre a été, par le passé, régulièrement visitée par des extraterrestres et que nous sommes pour eux du « bétail ». « On nous pêche », écrit-il.
Charles Fort cumule des milliers de notes sur tous les sujets qui sortent de l'ordinaire, passant son temps à dénicher les faits insolites dans les journaux et les bibliothèques. Le Livre des damnés est issu de ce travail érudit et passionné qui consiste à produire des fiches sur le paranormal.
Son livre attire l'attention d'écrivains de science-fiction tels Edmond Hamilton et Jack Williamson, qui deviendront ses correspondants.
En 1934, son troisième livre, Lo !, paraît en feuilletons dans la plus grande revue de science-fiction de l'époque, Astounding Stories. Ceci contribue à installer encore plus Charles Fort dans le cercle de la science-fiction. C'est dans ce livre que l'auteur invente le mot « téléportation », qui fera date. Charles Fort y suggérait qu'il s'agissait peut-être d'un lointain pouvoir oublié qui peut parfois, subrepticement, refaire surface, ce qui pourrait expliquer que des hommes se soient réveillés nus dans la rue, ce pouvoir ayant l'inconvénient de ne pas inclure les vêtements…

## L'héritage de Charles Fort
« Une procession de damnés.
Par les damnés j'entends bien les exclus.
Nous tiendrons une procession de toutes les données que la Science a jugé bon d'exclure. »

— Trois premières phrases du Livre des damnés, de Charles Fort

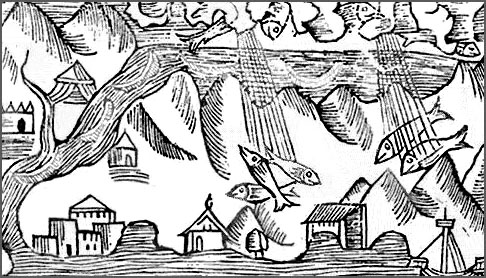
Pluie de poissons.

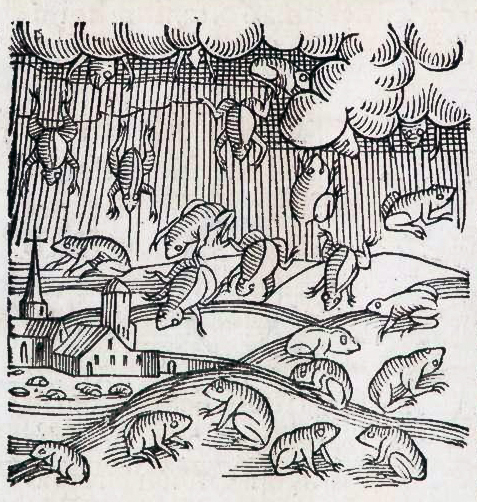
Pluie de grenouilles.

En 1939, Eric Frank Russell publie dans la revue Unknown son roman Sinister Barrier (Guerre aux Invisibles), largement inspiré des théories de Charles Fort.
Ses écrits auraient eu une influence notable sur H. P. Lovecraft, qui le cite dans deux de ses nouvelles (Le Descendant et Celui qui murmurait dans les ténèbres). Certains passages du Livre des damnés rappellent d'ailleurs la prose de l'auteur au sujet des Grands Anciens[réf. nécessaire]. Le Mélanicus de Charles Fort n'est pas sans évoquer le Cthulhu de Lovecraft[réf. nécessaire].
Le Livre des damnés est publié en français pour la première fois en 1955 aux éditions des Deux Rives, alors que Louis Pauwels y est directeur littéraire de la collection « Lumière interdite » et que Jacques Bergier assure la préface de l'ouvrage. Il passe quasiment inaperçu. La sortie en 1960 du best-seller Le Matin des magiciens, une introduction de 500 pages au réalisme fantastique de Pauwels et Bergier, où les auteurs présentent Charles Fort comme l'un de leurs modèles, lui offre un regain d'intérêt, renforcé par la publication de larges extraits de l'œuvre dans la revue à grand tirage Planète (nos 29 et 30 de l'été 1966), ce qui permettra une seconde édition en 1967 par Éric Losfeld. Dans cette édition, cependant, Robert Benayoun ajoute une préface et un appendice, intitulés Les Bricoleurs du surconscient et Le Crépuscule des bonimenteurs, dans lesquelles il accuse Louis Pauwels et Jacques Bergier d'avoir plagié certains passages du Livre des damnés et d'avoir rédigé une sorte de « bréviaire de la crédulité », là où Charles Fort cultivait plutôt le doute en un livre qui demeure « l'anti-Planète irrémédiable, le mouche-mage et le fesse-prophète des vrais penseurs ».
Mais l'auteur reste encore largement méconnu en France, et seul son second livre Lo!, sera également traduit, quinze ans plus tard chez Belfond en 1981. Actuellement, toutes les éditions françaises de Charles Fort sont épuisées. Une nouvelle traduction du Livre des damnés est cependant parue en 2006 au Québec. Le  20 octobre 2009, Nouvelles Terres a été traduit et publié chez le même éditeur.
Dans le monde de la science, Charles Fort occupe une position comparable à celle des dadaïstes dans celui de l'art. On a parlé à leur sujet d'« anti-art », on a présenté Charles Fort comme « l'ennemi de la science ». Il partage en effet avec eux le goût de la provocation, de la dérision, une liberté totale de création. Charles Fort ne doit d'ailleurs pas être confondu avec l'ésotérisme ou l'occultisme : « Je ne crois rien de ce que j'écris. » Pour lui, la croyance n'a pas sa place dans la science, seule « l'acceptation temporelle » est envisageable. De la même façon que les dadaïstes ont en fin de compte beaucoup apporté à l'art, Charles Fort semble être le précurseur d'une science en mouvement, prête à se remettre en cause à tout moment, sachant bien à quel point toute connaissance est relative.
Dans l'introduction du Livre des damnés, Charles se décrit comme un « intermédiariste » : « Nous vivons une quasi-existence » écrit-il, dans Un état intermédiaire entre le réel et l'irréel.

### Effet Fort
Le sociologue Gérald Bronner voit en Charles Fort « l'un des prédécesseurs étrange et oublié du relativisme », dans le sens où il essaye d'amoindrir par l'absurde le concept même de preuve.

« [...] de nombreux ouvrages au XXe siècle, dont certains ont rencontré un immense succès, peuvent être qualifiés de « fortéens » en ce qu'ils mobilisent des arguments puisant tout à la fois dans l'archéologie, la physique quantique, la sociologie, l'anthropologie, l'histoire, etc. La référence à ces disciplines sont plus que désinvoltes dans la plupart des cas, mais permet de constituer un argumentaire qui paraît vraisemblable au profane, impressionné par une telle culture universelle et pas plus compétent que motivé pour partir en quête des informations savantes qui lui permettraient de le révoquer point par point »

Il qualifie ainsi d'« effet Fort » « une impression de trouble lorsque l'on est confronté, sans préparation, à ce type de croyances ». Il définit par ailleurs les « produits Fort » qui les génèrent comme des « millefeuilles argumentatifs », et estime que ces derniers « caractérise[nt] de plus en plus fréquemment les produits frelatés qui peuvent s'échanger sur le marché cognitif contemporain », en particulier sur Internet, citant à l'appui le Da Vinci Code et « les mythes du complot contemporains ».

## Évocations artistiques
Dans le feuilleton français Belphégor. Le fantôme du Louvre, de Claude Barma, le prologue de l'épisode 1, et de fait la série elle-même, débute sur la rencontre du héros avec un vieillard facétieux qui n'est autre qu'une transposition française de Charles Fort : collectionneur de « faits maudits » (y sont d'ailleurs cités ceux du « Livre des damnés ») et partisan de la même philosophie.
Dans le remake du Village des damnés, de John Carpenter, un personnage évoque Charles Fort et Le Livre des damnés. On aperçoit aussi à l'écran un exemplaire de Wild talents.
Dans la bande dessinée From Hell, de Alan Moore et Eddie Campbell, on trouve une citation de Charles Fort, dont la méthode d'accumulations de faits a pu influencer Alan Moore, qui utilise d'ailleurs dans son livre l'une des mystérieuses pluies de sang signalée par Charles Fort.
Fort est le héros des quatre numéros du comics FORT - Prophet of Unexplained.

## Œuvre
- (en) The Outcast Manufacturers, 1906, roman
- (en) Many Parts(autobiographie, non-publiée)
- (en) The Book of Damned, 1919
- (en) New Lands, 1923
- (en) Lo!, 1931
- (en) Wild Talents, 1932, (posthume)

Ses quatre principaux ouvrages ont fait l'objet d'une traduction en français :
- Le Livre des damnés, Les Deux Rives (coll. dirigée par Louis Pauwels), 1955rééditions : 1967, Éd. le Terrain vague, 1989 Éd. Néo, 1996 Éd. Durante, 2006 Éd. Joey Cornu coll. Enquête sur l'étrange
- Lo!, le nouveau livre des damnés, Belfond, 1982réédition : 1998 Durante
- Nouvelles terres (New Lands), Joey Cornu coll. Enquête sur l'étrangetraduction inédite, 2009
- Talents insolites (Wild Talents), Joey Cornu coll. Enquête sur l'étrangetraduction inédite, 2011
- Talents sauvages (Wild Talents), lulu.comnouvelle traduction accompagnée de 246 notes, 2025

### Ouvrages en ligne
Éditions hypertextes des ouvrages de C.H. Fort (en anglais) :
- Book of the Damned
- New Lands
- Lo!
- Wild Talents
- Many Parts
- The Outcast Manufacturers

#### Bases de données et disctionnaires
- Ressources relatives à la littérature :   - The Encyclopedia of Science Fiction
  - Internet Speculative Fiction Database
  - NooSFere
- Ressource relative à la recherche :   - Biodiversity Heritage Library
- Notice dans un dictionnaire ou une encyclopédie généraliste :   - American National Biography
- Notices d'autorité :   - VIAF
  - ISNI
  - BnF (données)
  - IdRef
  - LCCN
  - GND
  - Espagne
  - Belgique
  - Pays-Bas
  - Pologne
  - Israël
  - NUKAT
  - Tchéquie